# Auditorio Ciudad de León
El Auditorio Ciudad de León es el auditorio municipal de la ciudad española de León. Fue diseñado por el estudio de arquitectura madrileño Mansilla + Tuñón Arquitectos e inaugurado el 3 de mayo de 2002. Ha sido galardonado con el Premio de Arquitectura Española en 2003 y finalista en el año 2003 de los premios Premio Mies van der Rohe de Arquitectura Contemporánea de la Unión Europea y de la VII Bienal Española de Arquitectura y Urbanismo.

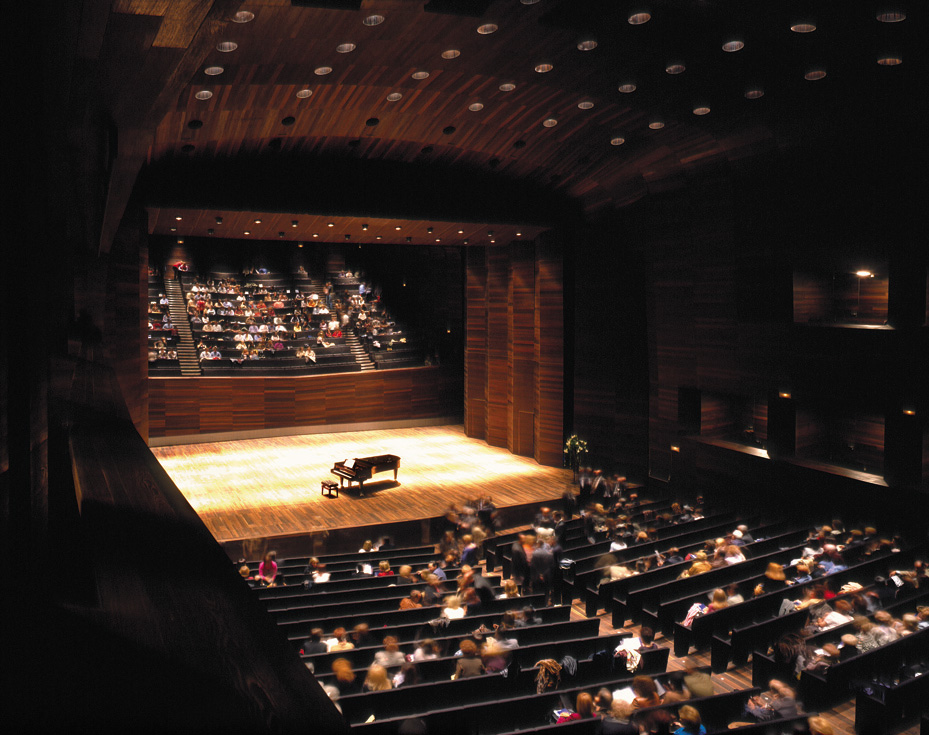
Vista interior de la sala principal.

Está situado junto a otros edificios contemporáneos como el MUSAC (Museo de Arte Contemporáneo de Castilla y León), obra de los mismos arquitectos Luis Moreno Mansilla y Emilio Tuñón Álvarez, el edificio de la Junta de Castilla y León en León o el edificio Europa. Su cubista fachada, un apilado abstracto de huecos geométricos, establece un diálogo con el próximo Hostal San Marcos, antiguo Convento de San Marcos.
El auditorio cuenta con una sala principal, con un aforo variable entre 600 y 1200 espectadores, y dos salas para exposiciones polivalentes, que permiten albergar actuaciones artísticas, congresos y exposiciones.

## Enlaces
- Wikimedia Commons alberga una categoría multimedia sobre Auditorio Ciudad de León.
- Sitio web oficial
- Información en el web del Ayuntamiento de León

- Datos: Q5711414
- Multimedia: Auditorio Ciudad de León / Q5711414